# Starickoje (obwód orenburski)
Starickoje (ros. Старицкое) – wieś (sieło) w Rosji, w obwodzie orenburskim, w rejonie bielajewskim. W 2010 liczyła 427 mieszkańców.